# Tour de l'Ardecha
El Tour de l'Ardecha (en francès i oficialment Tour cycliste féminin international de l'Ardèche) és una competició ciclista per etapes de categoria femenina que es disputa per les carreteres al departament de l'Ardecha. Forma part del calendari de l'UCI.

## Palmarès
| Any  | Vencedora                 | Segona                             | Tercera                  |
| ---- | ------------------------- | ---------------------------------- | ------------------------ |
| 2003 | Edita Pučinskaitė         | Modesta Vžesniauskaitė             | Sigrid Corneo            |
| 2004 | Élisabeth Chevanne-Brunel | Béatrice Thomas                    | Uênia Fernandes          |
| 2005 | Edita Pučinskaitė         | Kristin Armstrong                  | Daiva Tušlaitė           |
| 2006 | Edita Pučinskaitė         | Tatiana Guderzo                    | Clemilda Fernandes       |
| 2007 | María Isabel Moreno Allué | Emma Pooley                        | Susanne Ljungskog        |
| 2008 | Amber Neben               | Fabiana Luperini                   | Katheryn Curi            |
| 2009 | Kristin Armstrong         | Grace Verbeke                      | Lizzie Armitstead        |
| 2010 | Vicki Whitelaw            | Sharon Laws                        | Ruth Corset              |
| 2011 | Emma Pooley               | Ashleigh Moolman                   | Christel Ferrier-Bruneau |
| 2012 | Emma Pooley               | Ashleigh Moolman                   | Tayler Wiles             |
| 2013 | Tatiana Antóixina         | Ashleigh Moolman                   | Karol-Ann Canuel         |
| 2014 | Linda Villumsen           | Tayler Wiles                       | Edwige Pitel             |
| 2015 | Tayler Wiles              | Lauren Stephens                    | Rossella Ratto           |
| 2016 | Flávia Oliveira           | Anna Kiesenhofer                   | Edwige Pitel             |
| 2017 | Lucy Kennedy              | Hanna Nilsson                      | Leah Thomas              |
| 2018 | Katarzyna Niewiadoma      | Margarita Victoria García Cañellas | Eider Merino Cortázar    |
| 2019 | Marianne Vos              | Clara Koppenburg                   | Eider Merino Cortázar    |
| 2020 | Lauren Stephens           | Margarita Victoria García Cañellas | Anna Kiesenhofer         |
| 2021 | Leah Thomas               | Margarita Victoria García Cañellas | Ane Santesteban González |
| 2022 | Antonia Niedermaier       | Loes Adegeest                      | Paula Patiño             |
| 2023 | Marta Cavalli             | Erica Magnaldi                     | Anastassia Kalessava     |
| 2024 | Thalita de Jong           | Marion Bunel                       | Monica Trinca Colonel    |
| 2025 |                           |                                    |                          |